# Burundi
Burundi (en rundi, Uburundi; en francès i anglès, Burundi) és un estat de l'Àfrica centre-oriental, situat en un altiplà a la regió dels Grans Llacs, a la riba est del llac Tanganyika. Afronta al nord amb Ruanda, a l'oest amb la República Democràtica del Congo i a l'est i al sud amb Tanzània. La seva superfície és un poc inferior a 28.000 km² i té una població d'aproximadament 14.000.000 habitants. De 2019 ençà la capital és Gitega, però la ciutat més poblada és Bujumbura, amb 851.040 habitants. Encara que és un país sense litoral, una part de la frontera occidental confronta amb el llac Tanganyika.
Els pobles Twa, Tutsi i Hutu han ocupat el país d'ençà de la seva formació fa cinc segles. Burundi va ser governat com un regne pel poble tutsi durant més de dos-cents anys. No obstant això, a l'inici del segle xx, Alemanya i Bèlgica van ocupar la regió, i Burundi i Ruanda es van convertir en una colònia europea coneguda com a Ruanda-Urundi.
L'antic nom del país era Urundi-Ubrundi-Bruwanda. Urundi és l'abreujament d'"Urundi Ruanda" ("L'altra Ruanda"), tal com les forces colonials belgues solien referir-se al territori. El nom actual del país prové del llenguatge bantú Kirundi.
La inestabilitat política ocorreguda a la regió a causa de diferències entre els tutsis i els hutus, va provocar una guerra civil a mitjan segle xx. Actualment, Burundi és governat com una república representativa presidencial demòcrata. El 62% de la població és catòlica, el 8% és musulmana i el percentatge restant és animista o pertany a altres religions cristianes.
Burundi és un dels deu països més pobres del món i té el segon PIB per capita més baix segons el Banc Mundial, després de la República Democràtica del Congo. El PIB de Burundi és baix a causa de les guerres civils, la corrupció, el pobre accés a l'educació i els efectes del VIH/SIDA. Burundi està densament poblat, amb una emigració substancial. El cobalt i el coure són els seus principals recursos naturals, i algunes de les principals exportacions són el sucre i el cafè.

## Història
Burundi és un dels pocs països d'Àfrica que, juntament amb la veïna Ruanda amb la qual està molt relacionat, és la continuació directa d'un antic estat africà. Els orígens de Burundi es coneixen només a través d'una barreja de fonts històriques orals i d'arqueologia. Existeixen dues llegendes principals que narren la fundació de Burundi. La més popular explica la història d'un ruandès anomenat Cambarantama, a qui atribueix la fundació de la nació. L'altra versió, més habitual en el Burundi precolonial, deia que Cambarantama provenia de l'estat meridional de Buha. La noció de l'origen ruandès del regne va ser promoguda pels colonitzadors europeus, perquè s'adaptava al seu ideal d'una classe dirigent que provenia del nord-est hamític. La teoria ha continuat fins a esdevenir un dogma semioficial en el modern estat de Burundi. Els historiadors dubten de l'origen hamític dels tutsis, tot i que encara es creu que els seus ancestres van migrar des del nord al que és avui Burundi al segle xv.

La bandera del Regne de Burundi (1962-1966).

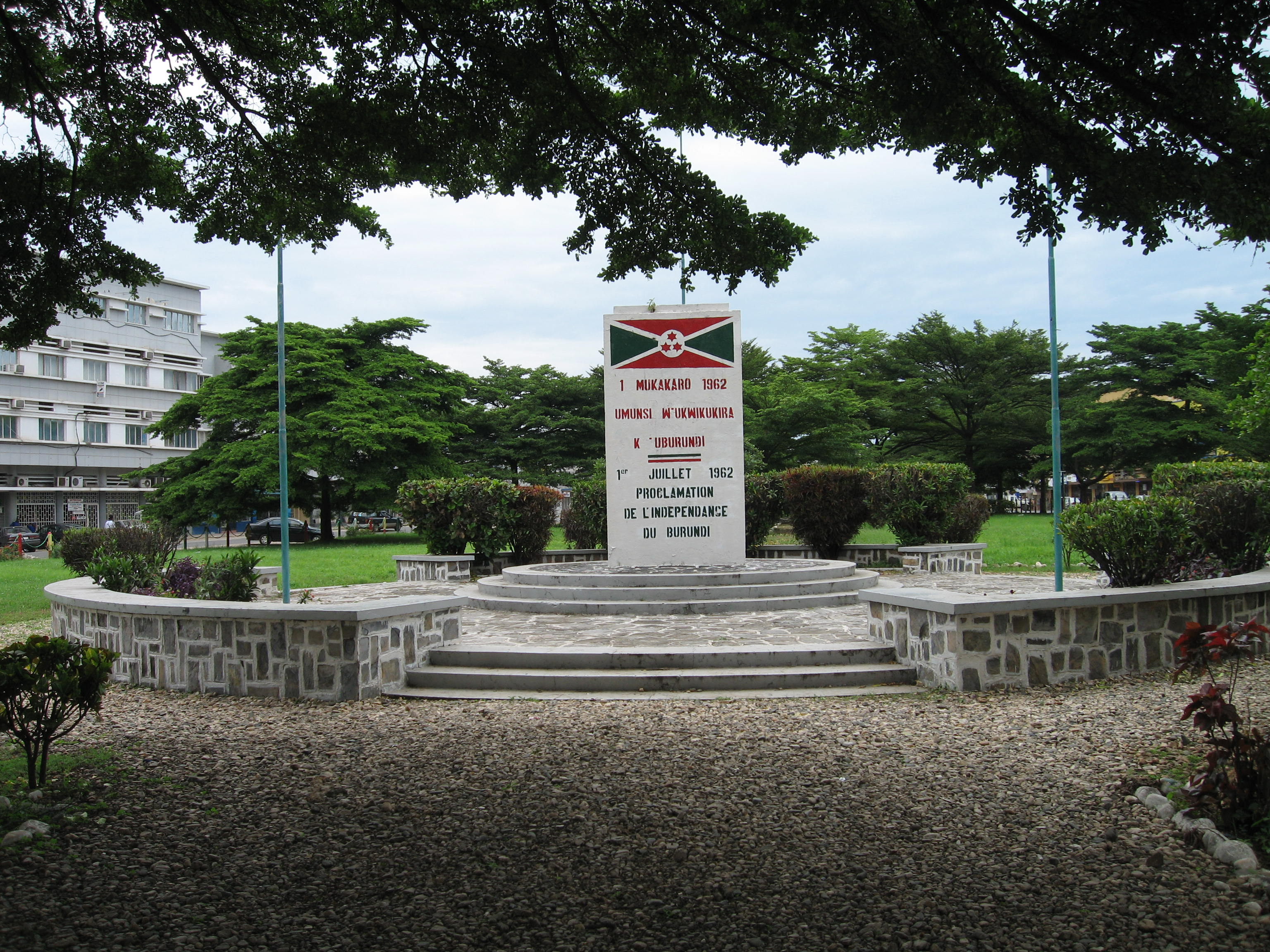
Plaça de la Independència i monument a Bujumbura.

La primera prova de l'existència de l'estat de Burundi és del segle xvi, quan aquest emergeix al peus dels pujols orientals. Durant els següents segles s'expandeix, annexionant petits veïns i arribant a competir amb Ruanda. Va aconseguir la seva major extensió durant el regnat de Ntare Rugama, que va regir la nació entre 1796 i 1850 aproximadament i va veure com el regne doblegava la seva grandària.
El Regne de Burundi es caracteritzava per l'autoritat política, jeràrquica i l'intercanvi econòmic tributari. El rei, conegut com el (U) mwami encapçalava una aristocràcia ((a) baganwa) que posseïa la major part de les terres i exigia un tribut o taxa dels camperols i ramaders locals. A mitjan segle xviii, aquesta reialesa Tutsi va consolidar la seva autoritat sobre la terra, la producció i la distribució amb el desenvolupament de l'ubugabire, una relació clientelar similar a les característiques de l'Europa del feudalisme, en la qual el poble rebia protecció reial a canvi de tributs.
Encara que els exploradors europeus i els missioners van fer breus incursions a la zona tan aviat com el 1856, no va ser fins al 1899 que Burundi es va convertir en part de l'Àfrica Oriental Alemanya. A diferència de la monarquia ruandesa, que va decidir acceptar els avanços alemanys, el rei de Burundi Mwezi Gisabo es va oposar a tota influència europea, rebutjant portar abillament europeu i resistint l'avanç dels missioners i dels administradors. Els alemanys van utilitzar la força armada amb èxit, tot i que no van poder acabar amb el poder del rei. Finalment, van donar suport al gendre del rei, Maconco, en una revolta contra Gisabo. Gisabo va haver d'acceptar la tutela dels alemanys i els alemanys van ajudar-lo a acabar amb la revolta de Maconco. Els petits regnes que es trobaven al llarg de la riba occidental del llac Victòria van ser annexionats a Burundi.
Antiga colònia alemanya i belga, l'any 1962 va aconseguir la independència i s'hi va restaurar l'antiga monarquia tutsi, sota la figura del rei Mwambutsa IV. S'hi va proclamar la república el 1966. Burundi ha estat des dels anys 60 escenari de diversos cops d'estat i massacres produïdes per la rivalitat entre les dues ètnies principals del país, els hutus i els tutsis, especialment entre 1993 i 1999, en què la violència ètnica entre faccions Hutu i Tutsi a Burundi va produir centenars de milers de refugiats i uns 250.000 morts. Malgrat alguns refugiats han tornat des de països veïns, els enfrontaments interètnics han obligat a altres a fugir. Les tropes de Burundi, per assegurar les seves fronteres, han intervingut en el conflicte de la República Democràtica del Congo.

## Govern i Política
Encara que l'elit política dels tutsis han governat el país durant segles, després de l'última reforma constitucional del 2005 un hutu, Pierre Nkurunziza, va ser triat com a president. El 13 de maig de 2015 es produeix un intent de cop d'estat liderat pel Major General Godefroid Niyombare, el qual va ser arrestat el 15 de maig.
El novembre de 1995 els presidents de Burundi, Ruanda, Uganda i Zaire (actualment República Democràtica del Congo) van anunciar una iniciativa regional per a una pau negociada a Burundi, afavorida per l'antic president tanzà Julius Nyerere. Al juliol de 1996, l'antic President de Burundi, Pierre Buyoya, va tornar al poder mitjançant un Cop d'estat no sagnant. Es va autoproclamar president d'un govern de transició i fins i tot va suspendre l'Assemblea Nacional, va il·legalitzar els grups d'oposició i va imposar el toc de queda en tot el país.
El cop d'estat va rebre la condemna de tots els països de la regió, que van imposar sancions econòmiques a Burundi, tot esperant un retorn a la normalitat constitucional. Buyoya va accedir el 1996 a legalitzar els partits polítics. No obstant això, les lluites entre l'exèrcit i les milícies hutus van continuar. El juny de 1998, Buyoya va promulgar una constitució de transició i va anunciar la col·laboració entre el govern i l'Assemblea Nacional, encapçalada per l'oposició. Després de la mort de Julius Nyerere a l'octubre de 1999, els líders regionals van nomenar Nelson Mandela com a àrbitre del procés de pau d'Arusha. Amb Mandela, el procés de pau ha reviscut i han tingut lloc importants progressos.

## Organització territorial

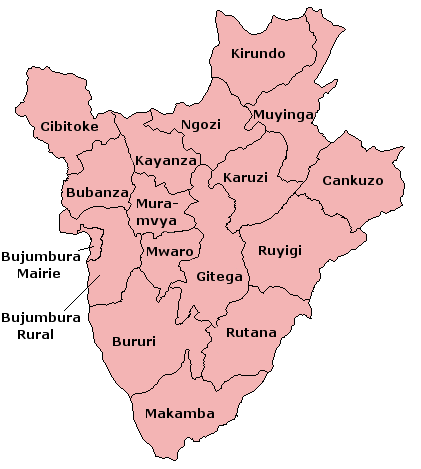
Mapa de les províncies de Burundi.

Burundi es divideix en 17 províncies, 129 comunes i 2.638 pujols. Els governs provincials s'organitzen sota aquests límits. El 2000 la província de Bujumbura va ser dividida en dues províncies, Bujumbura rural i l'Alcaldia de Bujumbura.
- Bubanza
- Bujumbura Mairie
- Bujumbura Rural
- Bururi
- Cankuzo
- Cibitoke
- Gitega
- Karuzi
- Kayanza
- Kirundo
- Makamba
- Muramvya
- Muyinga
- Mwaro
- Ngozi
- Rutana
- Ruyigi

## Geografia
A més de ser un dels països més petits de l'Àfrica, Burundi manca de litoral i el seu clima és equatorial. Burundi és part de la Falla Albertina, braç occidental de la Gran Vall del Rift, i es troba sobre un altiplà al centre del continent africà. L'altura mitjana de l'altiplà central és de 1.700 m, amb elevacions menors en els voltants, i el pic més alt de la nació és el Heha (2.690 m), que jeu al sud-est de Bujumbura. El Nil és un riu important a Burundi. El llac Victòria és també una important reserva d'aigua, que serveix com a entroncament pel riu Kagera. Un altre llac de rellevància és el llac Tanganyika, situat a gran part del sud-oest del país.
Les terres de Burundi s'utilitzen de forma predominant per a la pràctica de l'agricultura i el pasturatge. Els assentaments rurals han donat com a resultat problemes ambientals tals com la desforestació, l'erosió i la destrucció de l'hàbitat. La desforestació del país es va dur a terme gairebé completament a causa de la superpoblació humana, amb només 600 km² restants i una pèrdua anual de prop del 9%. Burundi posseeix dos parcs nacionals, el Parc Nacional Kibira cap al nord-oest (una petita regió de selves tropicals adjacent al Parc Nacional Nyungwe a Ruanda), i el Parc Nacional Rurubu al nord-est (s'estén al llarg del riu Rurubu, també conegut com a Ruvubu o Ruvuvu). Tots dos van ser fundats el 1982 per conservar la vida silvestre.

### Ecologia
El Fons Mundial per la Natura (WWF) divideix Burundi en tres ecoregions: La sabana arbrada de miombo del Zambeze central cobreix la major part del país, excepte les muntanyes de l'oest, ocupades per la selva de muntanya de la falla Albertina; i l'extrem nord-est, que correspon al mosaic de selva i sabana de la conca del llac Victòria.

### Geografia
Situat a sobre d'un altiplà al cor de l'Àfrica, Burundi frueix d'un clima equatorial temperat per l'altitud (1.700 metres de mitjana al centre del país, més baix a la perifèria). El Mont Heha, al sud-est de Bujumbura, fa 2.670 metres. Una franja de terra al llarg del riu Ruzizi, al nord del llac Tanganyika, és l'única zona on l'altitud no supera els 1.000 metres. Aquesta regió forma part de la vall del Rift.

### Llengües
Les llengües oficials o nacionals són el rundi i el francès. A Burundi hi ha un total de tres llengües:
- Francès: 2.200 persones tenen el francès com a llengua materna a Burundi.
- Rundi: 4.600.000 parlants a Burundi. També es parla a Ruanda, Tanzània i Uganda. També se la pot anomenar kirundi o urundi. Hi ha tres dialectes: l'hutu i el tutsi són molt similars, i el twa és més diferent, però tots tres són intel·ligibles entre ells, com també són intel·ligibles amb el kinyarwanda de Ruanda, que és la mateixa llengua.
- Swahili: hi ha 6.356 persones que tenen el swahili com a llengua materna, és parlada a la capital i és la primera llengua de Buyenzi. És una llengua parlada pels musulmans a moltes ciutats de Burundi.

## Economia
Burundi és un país petit, sense litoral i amb pocs recursos naturals. La principal activitat econòmica del país és l'agricultura, on treballa aproximadament 90% de la seva població econòmicament activa.
L'economia de Burundi gira al voltant de l'agricultura, que és el principal sector i el que ocupa la major part de la població, però també té una de les majors reserves de níquel del món. Principalment a causa de les guerres, la inestabilitat i els moviments de població (refugiats) que això comporta, difícilment pot aprofitar els seus recursos.
Per intentar créixer, es va adherir a la COMESA, un grup de la Comunitat Econòmica Africana i anteriorment a la Comunitat de l'Àfrica de l'Est, una organització que cerca la creació d'una zona de lliure comerç a la regió que estimuli els intercanvis.

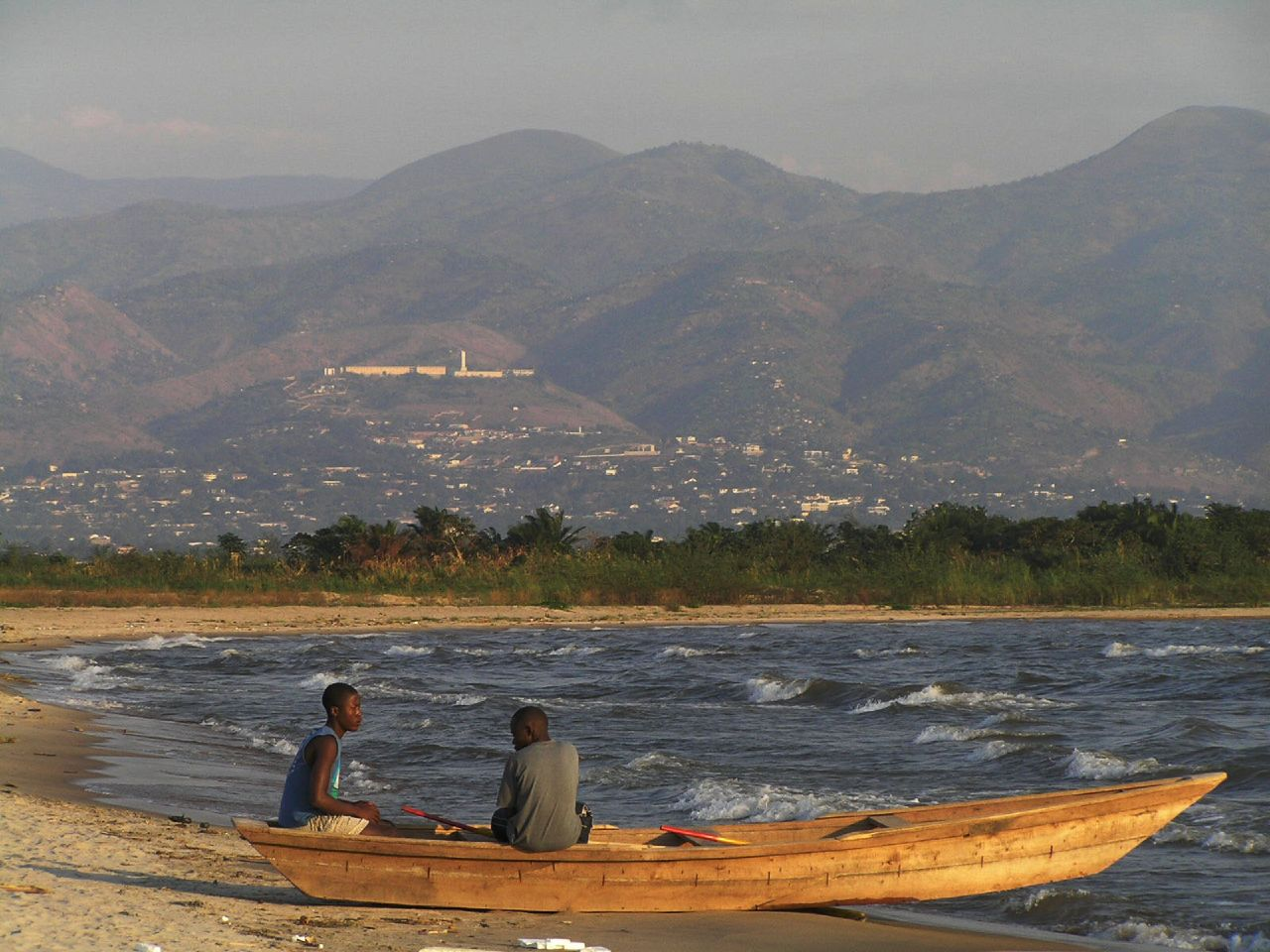
Pescadors a la vora del llac Tanganyika.

Burundi és un dels països més pobres del món, degut en part a la manca de costa, al seu sistema jurídic deficient, al pobre accés a l'educació, i a la proliferació del VIH/SIDA. Aproximadament el 80% de la població viu sota el llindar de pobresa. Fams i escassetat d'aliments han ocorregut al llarg de la història de Burundi, especialment al segle xx, i d'acord amb el Programa Mundial d'Aliments, el 56,8% dels nens de menys de 5 anys pateixen desnutrició crònica. Un estudi científic que va abastar 178 nacions, va determinar que la població de Burundi és la que menys satisfacció amb la seva vida posseeix. Com a resultat de la seva pobresa, Burundi depèn econòmicament d'ajudes estrangeres.
L'economia burundesa gira entorn de l'agricultura, que va representar el 58% del PIB l'any 1997. L'agricultura de subsistència representa al seu torn el 90% de l'agricultura. La font d'ingressos més important és el cafè, que conforma el 93% de les exportacions. Altres productes derivats de l'agricultura són el cotó, el te, el blat de moro, el sorghum, les batates, les bananes, la mandioca; la carn bovina, la llet i les pells. Alguns dels recursos naturals de Burundi són l'urani, el níquel, el cobalt, el coure i el platí. A més del cultiu, altres indústries existents inclouen: assemblat de components estrangers, obres públiques i béns de consum com mantes, sabates i sabó.
La moneda del país és el franc de Burundi; i al desembre de 2009, 1.235 francs de Burundi eren equivalents a un dòlar americà. Burundi és un dels membres de la Comunitat Africana Oriental, i també membre potencial de la futura Federació de l'Àfrica Oriental.

## Demografia

Evolució demogràfica de Burundi

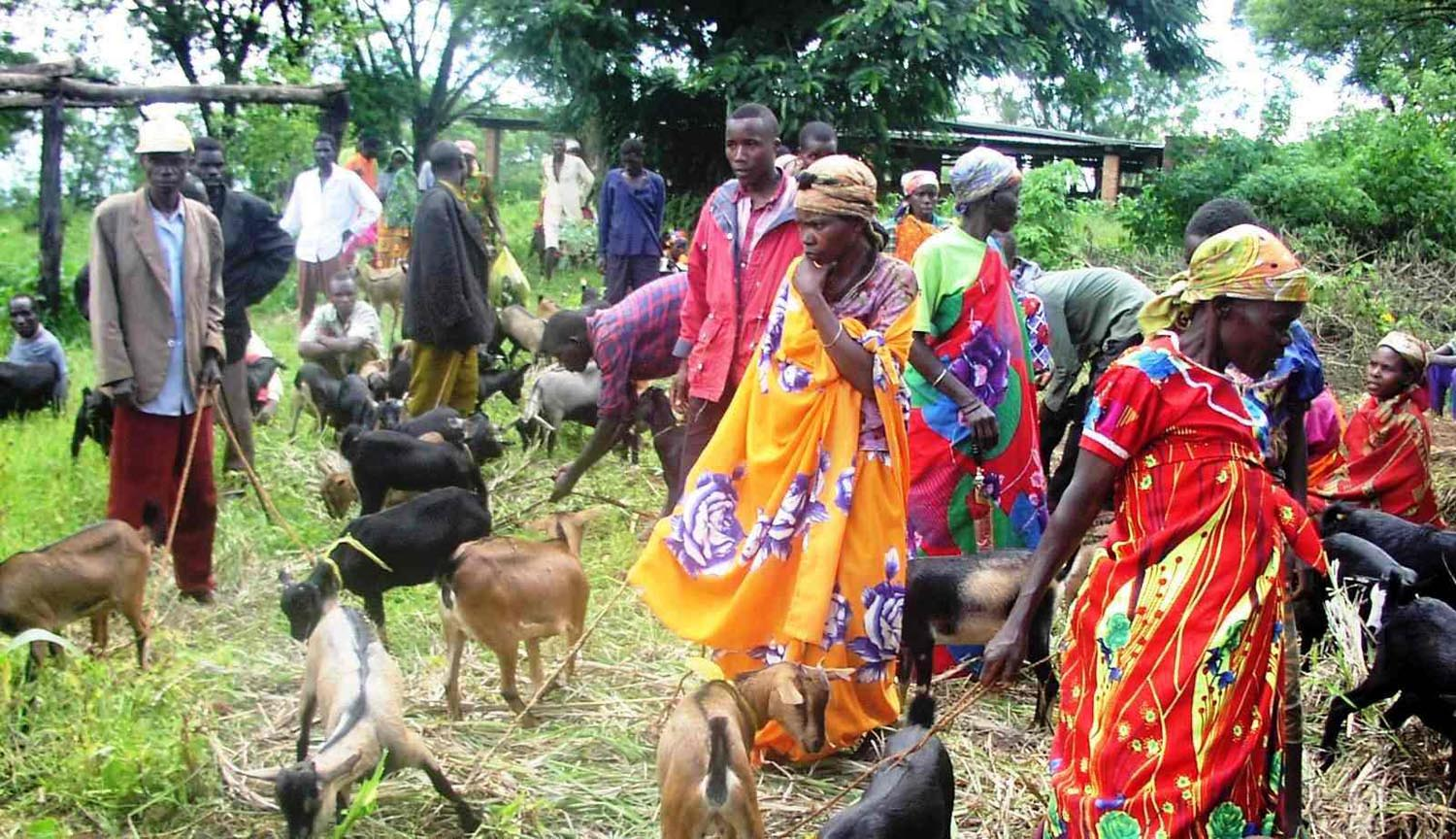
Grup de dones burundeses criant cabres.

Segons l'anàlisi dels primers colons arribats a Ruanda i a Burundi, alemanys i després belgues, els pobladors de Ruanda i de Burundi estaven dividits en tres grups «ètnics»: els Hutu (85%), els Tutsi (15%) i els Twa (1%).
Cap al 2009 la població estimada es trobava en els 8.988.091 habitants. Aquesta estimació té en compte els efectes de la sida, que són significatius sobre la demografia del país. Més de 500.000 persones s'han desplaçat a causa d'aquesta malaltia. Molts burundesos han emigrat a altres països a causa de la guerra civil. El 2006 Estats Units va rebre prop de 10.000 refugiats provinents d'aquest país. No obstant això, la destinació més habitual dels emigrants burundesos és l'antiga metròpoli, Bèlgica.
La major part dels burundesos viu en àrees rurals, i prop d'una sisena part de la població viu en urbanitzacions. La densitat de població de 315 persones per quilòmetre quadrat és la segona més elevada a l'Àfrica Subsahariana. El 85% de la població és d'origen ètnic Hutu, el 15% és Tutsi i menys de l'1% és Twa, aproximadament.

### Religió

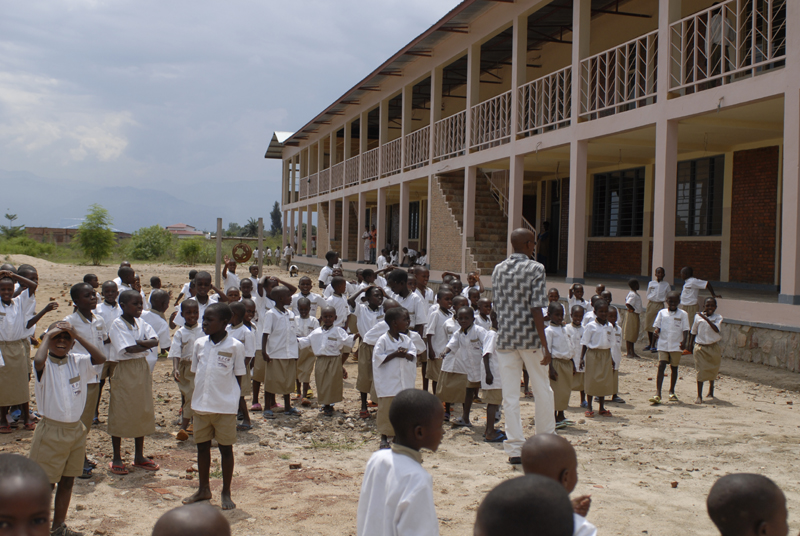
Escola Carolus Magnus a Burundi.

El 62% de la població de Burundi és catòlica, mentre que el 28% és protestant (principalment de l'Església Luterana) i el 20% tenen creences animistes tradicionals.

### Sanitat
L'assistència sanitària de Burundi és molt menor que la d'altres països. L'esperança de vida és de 50.4 anys. Un percentatge significatiu de la població pateix desnutrició. A principis del 2000 hi havia 3 metges per cada mil habitants. La prevalença de la sida cap al 2007 era del 4,2%.

### Idiomes
Els idiomes oficials de Burundi són el kirundi i el francès, però el swahili és àmpliament parlat per la major part de la població.

### Educació
A Burundi hi ha la Universitat de Bujumbura. Hi ha diversos museus a les ciutats, com el Museu Geològic de Burundi a Bujumbura; a més del Museu Nacional de Burundi i el Museu de la Vida de Burumbí, a Gitega. L'alfabetització adulta masculina ronda la meitat dels habitants, i la femenina prop d'un quart de la població.

## Cultura

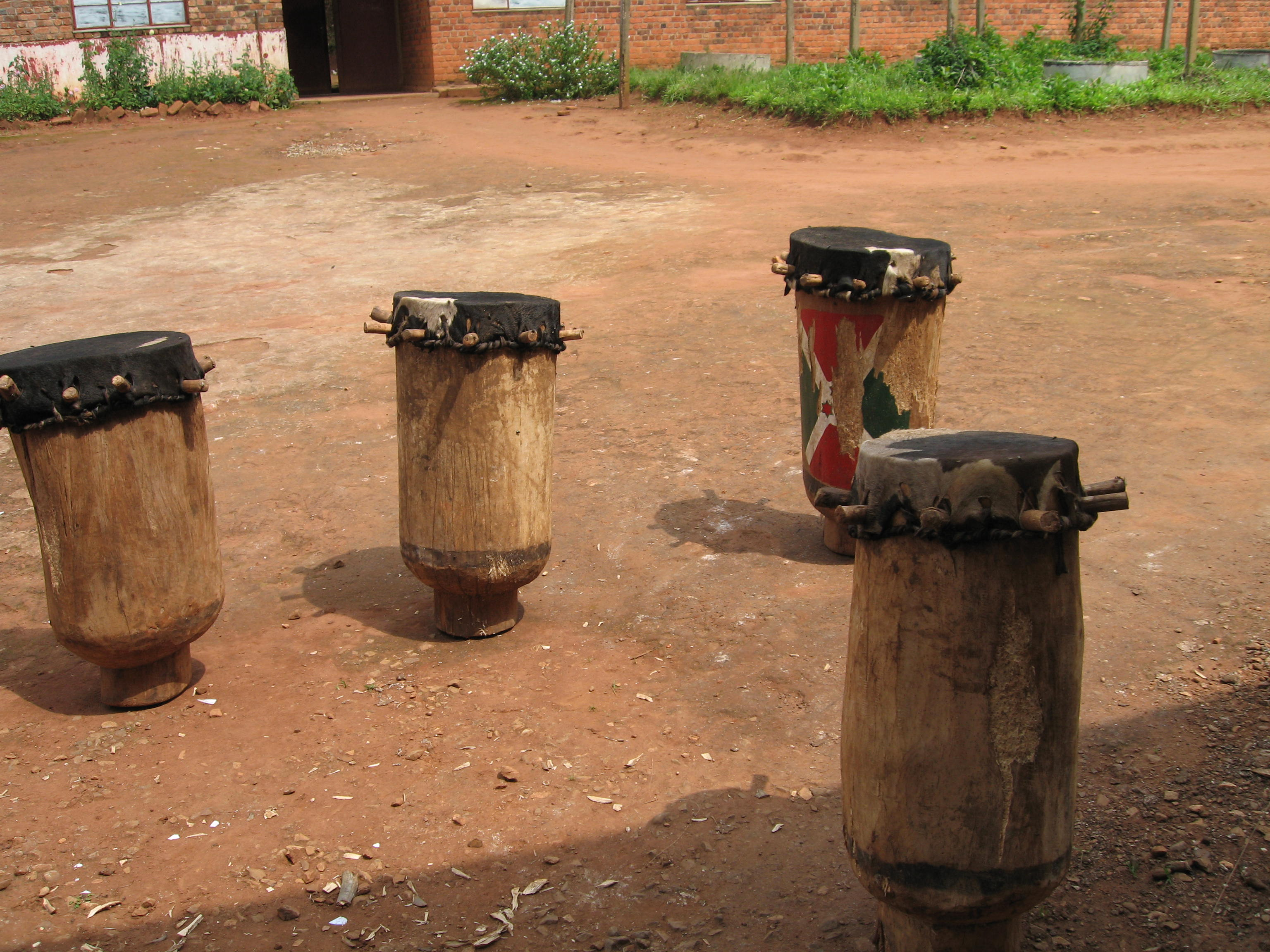
Tambors gitega.

La cultura de Burundi es basa en les tradicions locals i la influència dels països veïns, encara que s'ha vist interrompuda pels desordres civils. Atès que la principal activitat industrial del país és l'agricultura, un típic menjar burundès consisteix en batata, blat de moro i pèsols. A causa del seu cost, la carn només es menja algunes vegades al mes. Quan diversos burundesos de coneixença propera s'uneixen per a una reunió beuen impeke, una cervesa, des d'un gran contenidor. Cada persona rep un sorbet per simbolitzar la unitat.
L'artesania és una forma important d'expressió artística a Burundi, i és atractiva en forma de regal per a molts turistes. La cistelleria és una artesania difosa entre els artistes burundesos. També es fan altres artesanies com màscares, escuts, ceràmiques i estàtues.
El tambor és part fonamental del patrimoni cultural de Burundi. El reconegut grup Royal Drummers of Burundi, que ha tocat durant més de 40 anys, es destaca pels seus tambors tradicionals, entre els quals es troben l'amashako, l'ibishikiso, i l'ikiranya. Les danses s'acompanyen ocasionalment per tambors, que es veuen freqüentment en celebracions o reunions familiars. L'abatimbo, que es practica en cerimònies oficials o rituals, i també l'abanyagasimbo ràpid, són alguns dels balls famosos de Burundi. Alguns instruments musicals de renom són la flauta, la cítara, l'ikembe, l'indonongo, l'umuduri (similar al Berimbau brasiler), l'inanga i l'inyagara.
El kirundi, el francès i el suajili són els idiomes que es parlen a Burundi. La taxa d'analfabetisme és alta, a causa de la baixa escolarització. Solament el deu per cent dels nens de Burundi es poden permetre assistir a la secundària. La tradició oral està fortament assentada al país, i transmet història i lliçons de vida a través de cançons, contes i poesies. L'imigani, l'indirimbo, l'amazina, i l'ivyivugo són gèneres literaris existents a Burundi.
El bàsquet i l'atletisme són esports notoris a Burundi. El futbol és un passatemps popular en tot el país, com també ho és el mancala. A Burundi la major part de les festes cristianes se celebren, sent així el Nadal la més important. El dia de la independència burundesa és celebrat anualment l'1 de juliol. El 2005 el govern va decretar que l'Eid Al-Fitr, una celebració islàmica, era considerada festa pública.
Recentment, el govern ha realitzat canvis en les lleis, un d'ells criminalitza l'homosexualitat. Les persones que es trobin culpables d'haver tingut relacions amb individus del mateix sexe corren el risc de passar entre dos i tres anys a la presó, i han de pagar una multa que ronda entre els 50.000 i els 100.000 francs burundesos. Amnistia Internacional ha repudiat aquesta acció, prenent-la com una violació a les obligacions de Burundi de respectar les lleis internacionals, fins i tot contra la constitució del país, que assegura el dret a la privadesa i a la intimitat.

### Festes
| Data                            | Nom en català           | Nom local                                      | Notes                                                     |
| ------------------------------- | ----------------------- | ---------------------------------------------- | --------------------------------------------------------- |
| 1 de gener                      | Dia d'any nou           | Jour de l'an                                   | -                                                         |
| 5 de febrer                     | Dia de la unitat        | Jour de l'unité                                | -                                                         |
| 1 de maig                       | Dia del treball         | Fête du travail                                | -                                                         |
| Varia cada any                  | Ascensió de Jesús       | Ascension                                      | -                                                         |
| 1 de juliol                     | Dia de la independència | Ukwikukira kw'Uburundi /Fête de l'indépendance | -                                                         |
| 15 d'agost                      | Assumpció de Maria      | Assomption                                     | -                                                         |
| 13 d'octubre                    | Rwagasore               | Rwagasore                                      | Aniversari de l'assassinat de Louis Rwagasore             |
| 21 d'octubre                    | Dia de Ndadaye          | Jour de Ndadaye                                | Aniversari de l'assassinat del president Melchior Ndadaye |
| Variable amb el calendari lunar | Fi del Ramadà           | Fin du Ramadan                                 | Festa islàmica                                            |
| 1 de novembre                   | Dia de Tots Sants       | Toussaint                                      | -                                                         |
| 25 de desembre                  | Dia de Nadal            | Jour de Nöel                                   | -                                                         |